# Rajmund IV z Tuluzy
Rajmund IV z Tuluzy, znany również jako Rajmund de Saint-Gilles (ur. 1042, zm. 1105) – syn Ponsa z Tuluzy i Almodis de La Marche. W 1094 po śmierci swojego brata – Wilhelma IV, został hrabią Tuluzy. Był również hrabią Trypolisu od 1102 do 1105.

## Pierwsza Krucjata

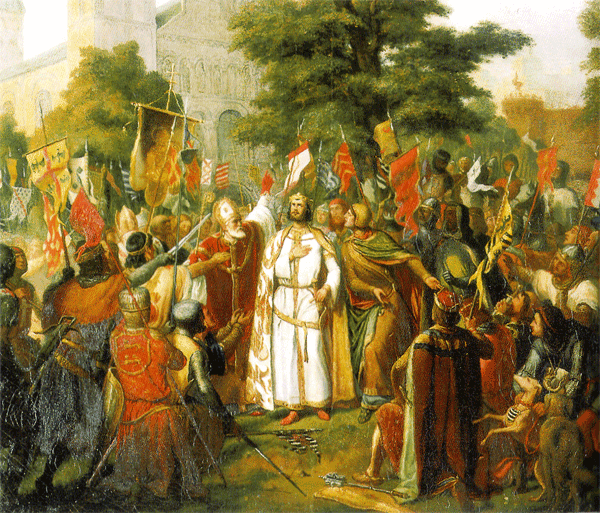
XIX-wieczny obraz na wystawie w Wersalu przedstawiający Rajmunda IV wraz z Ademarem z Monteil

Rajmund był człowiekiem bardzo religijnym i zawsze chciał umrzeć w Ziemi Świętej – kiedy więc papież wezwał do zorganizowania wyprawy krzyżowej, Rajmund jako pierwszy przyjął wezwanie. Czasami nazywany jest „jednookim” (po łacinie monoculus) po pogłosce, że stracił oko w bójce z odźwiernym Bazyliki Grobu Świętego podczas wcześniejszej pielgrzymki do Jerozolimy. Był najstarszym i najbogatszym z krzyżowców. Opuścił Tuluzę w październiku 1096 i razem z dużą kompanią pomaszerował w kierunku Konstantynopola. Towarzyszyła mu m.in. żona Elwira z synem (który zmarł podczas podróży) i Ademar z Monteil, legat papieski.
Zignorował prośby swojej bratanicy – Filipy (prawowitej władczyni Tuluzy i żony Wilhelma X, księcia Akwitanii), żeby przekazać jej władzę, i zostawił w hrabstwie swojego najstarszego syna – Bertranda, żeby on rządził w jego imieniu.
Poprowadził Prowansalczyków do Durrës, a następnie na wschód do Konstantynopola tą samą trasą, którą wybrał Boemund de Hauteville), gdzie dołączył do pozostałych krzyżowców. Z uwagi na swój majątek i charyzmę szybko stał się jednym z głównych przywódców wyprawy. Pod koniec kwietnia 1097 r. był jedynym przywódcą krucjaty, który nie złożył przysięgi wierności cesarzowi bizantyjskiemu Aleksemu I Komnenowi. Zamiast tego Rajmund złożył przysięgę przyjaźni i zaoferował swoje wsparcie przeciwko Boemundowi, który był wspólnym wrogiem obu władców.
Był obecny podczas oblężenia Nicei i bitwy pod Doryleum w 1097,, ale jego pierwsza ważniejsza bitwa miała miejsce w październiku 1097 podczas oblężenia Antiochii. Krzyżowcy usłyszeli pogłoskę, że Antiochia została opuszczona przez Turków seldżuckich, więc Rajmund wysłał swoją armię, aby ją zajęła, upokarzając Boemunda, który chciał miasto dla siebie. Antiochia była jednak nadal okupowana i została zdobyte przez krzyżowców dopiero po trudnym oblężeniu w czerwcu 1098. Rajmund zajął „palatium Cassiani” (pałac emira Yağısıyana) i wieżę przy bramie mostowej. Był chory podczas drugiego oblężenia Antiochii przez Kurbughę, które zakończyło się kontrowersyjnym odkryciem Włóczni Przeznaczenia przez mnicha o imieniu Piotr Bartłomiej.
Ten „cud” podniósł morale krzyżowców i ku ich zaskoczeniu udało im się rozgromić Kerboghę poza Antiochią. Sama Włócznia stała się cennym reliktem wśród zwolenników Rajmunda, pomimo sceptycyzmu Ademara oraz niedowierzania i okazjonalnych kpin Boemunda. Rajmund odmówił również zrzeczenia się kontroli nad miastem na rzecz Boemunda, przypominając mu, że jest zobowiązany do powrotu Antiochii na dwór cesarza Aleksego, zgodnie ze złożoną przysięgą. Następnie doszło do walki między zwolennikami Rajmunda a zwolennikami Boemunda - częściowo tłem konfliktu była autentyczność Włóczni, lecz głównym motywem było utrzymanie kontroli nad Antiochią.
Prawdopodobnie zaoferowano mu koronę Królestwa Jerozolimy, którą odrzucił. Ostatecznie tytuł ten otrzymał Gotfryd z Bouillon.

## Krucjata roku 1101, oblężenie Trypolisu i śmierć

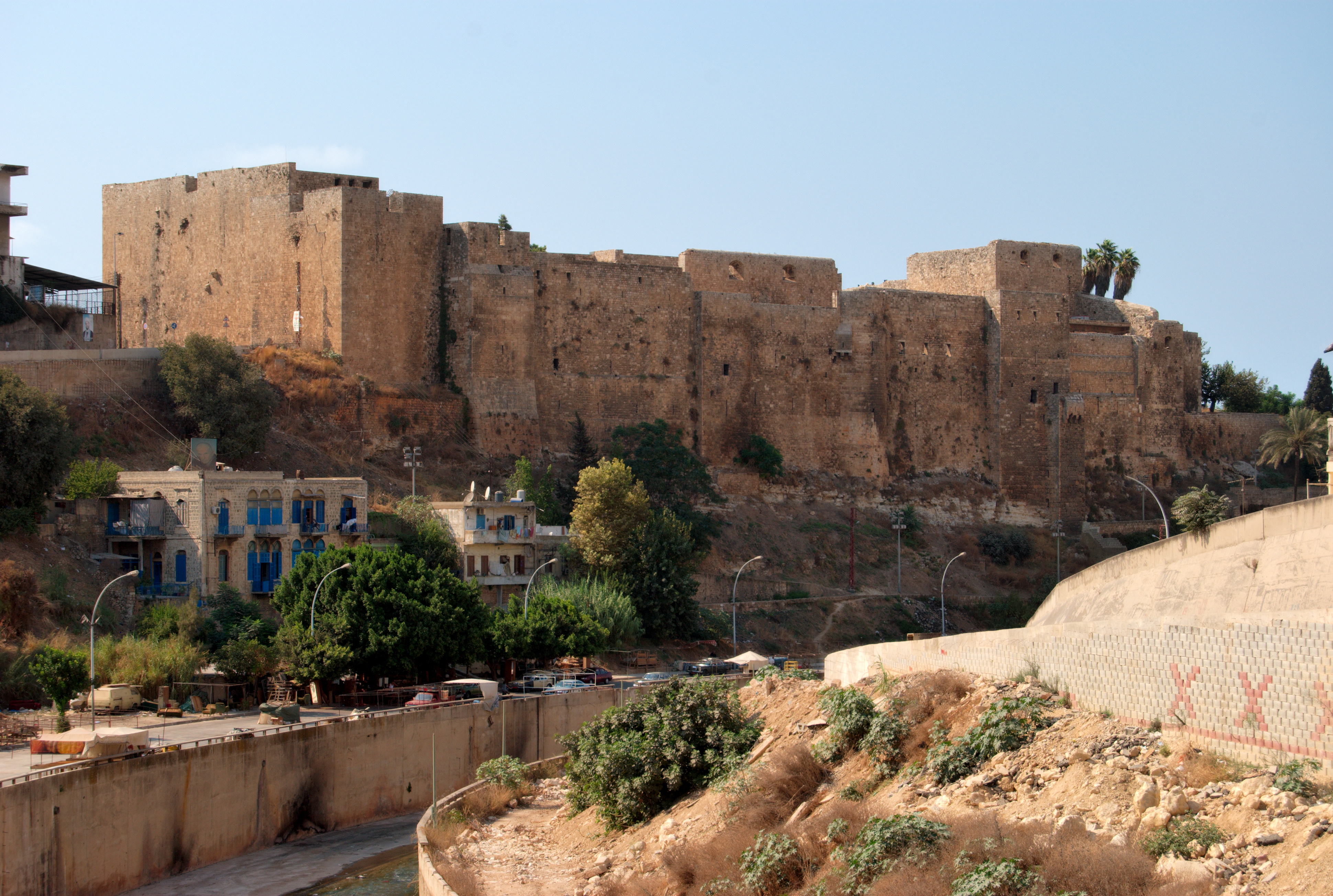
Cytadela Rajmunda (Mons Peregrinus)

Rajmund był jednym z dowódców skazanej na zagładę krucjaty 1101 roku, gdzie został pokonany w Merzifon w Anatolii. Uciekł i wrócił do Konstantynopola. W 1102 udał się drogą morską z Konstantynopola do Antiochii, gdzie został uwięziony przez Tankreda z Hauteville, regenta Antiochii podczas niewoli Boemunda i został zwolniony dopiero po tym, jak obiecał, że nie będzie podejmował żadnych podbojów w kraju między Antiochią a Akką. Natychmiast złamał obietnicę, atakując i zdobywając Tartus oraz zaczął budować twierdzę na Mons Peregrinus ("Góra Pielgrzyma"), który miał pomóc w oblężeniu Trypolisu. Wspomagał go Aleksy I, który wolał przyjazne państwo w Trypolisie, mające być przeciwwagą dla wrogiego państwa w Antiochii. Rajmund zmarł 28 lutego 1105, zanim Trypolis został zdobyty.

## Rodzina
Był trzykrotnie żonaty i dwukrotnie został ekskomunikowany. Jego pierwszą żoną była jego kuzynka. Miał z nią syna:
- Bertranda (zm. 1112), hrabiego Tuluzy

Jego drugą żoną była Matylda de Hauteville, córka Rogera I, króla Sycylii. Jego trzecią żoną była Elwira, nieślubna córka Alfonsa VI, króla Kastylii. Miał z nią syna:
- Alfonsa-Jordana (1103–1148), hrabiego Trypolisu

## W kulturze
W serii gier wideo Crusader Kings jednym z grywalnych władców jest Raimond de Toulouse, przedstawiony jako hrabia Rouergue. 